# Municipio de Rogers (Míchigan)
El municipio de Rogers (en inglés: Rogers Township) es un municipio ubicado en el condado de Presque Isle en el estado estadounidense de Míchigan. En el año 2010 tenía una población de 984 habitantes y una densidad poblacional de 11,26 personas por km².

## Geografía
El municipio de Rogers se encuentra ubicado en las coordenadas 45°26′57″N 83°52′59″O / 45.44917, -83.88306. Según la Oficina del Censo de los Estados Unidos, el municipio tiene una superficie total de 87.37 km², de la cual 87,05 km² corresponden a tierra firme y (0,37 %) 0,32 km² es agua.

## Demografía
Según el censo de 2010, había 984 personas residiendo en el municipio de Rogers. La densidad de población era de 11,26 hab./km². De los 984 habitantes, el municipio de Rogers estaba compuesto por el 96,24 % blancos, el 0,41 % eran afroamericanos, el 1,52 % eran amerindios, el 0,2 % eran asiáticos y el 1,63 % eran de una mezcla de razas. Del total de la población el 0,51 % eran hispanos o latinos de cualquier raza.